# 道の駅種山ヶ原
道の駅種山ヶ原（みちのえき たねやまがはら）は、岩手県気仙郡住田町にある国道397号の道の駅である。愛称はぽらん。

## 施設
- 駐車場
  - 普通車：36台
  - 大型車：8台
  - 身障者用：2台
- トイレ（いずれも24時間利用可能）
  - 男：大 2器、小 5器
  - 女：5器
  - 身障者用：1器
- 公衆電話：1台
- 農産物直売所
- レストラン「ぽらん」（11:00 - 17:00、冬季16:00まで ラストオーダー16:30、冬季15:30）
- 「峠の茶屋っこ」（郷土料理の売店）
- 道路・観光情報
- 遊具

## 休館日
- 12月31日 - 1月2日

## アクセス
- 国道397号

## 周辺
周辺には入浴施設やキャンプ場などがある。
- 種山ヶ原
- 姥石峠
- 物見山（岩手県）